# John Alton
John Alton (eigentlich Johann Altmann; * 5. Oktober 1901 in Sopron, deutsch Ödenburg, Österreich-Ungarn; † 2. Juni 1996 in Santa Monica, Kalifornien) war ein US-amerikanischer Kameramann und Oscar-Preisträger.

## Leben
Der gebürtige Ungar Johann Altmann flüchtete mit seinen Eltern vor den Wirren der russischen Oktoberrevolution in die Vereinigten Staaten. 1924 begann der sich jetzt John Alton nennende junge Mann seine Arbeit als Labortechniker bei MGM. Schon bald wuchs in ihm der Wunsch als Kameramann zu arbeiten, also wechselte er zu Paramount. Mit Ernst Lubitsch ging Alton 1927 nach Europa um Hintergrundmotive für den Film The Student Prince zu drehen. Für einige Jahre blieb er in Paris und wurde der Leiter der Kameraabteilung der Joinville Studios. 1932 reiste Alton nach Argentinien, um dort am ersten Tonfilm dieses Landes mitzuwirken. Sieben Jahre blieb er dort und arbeitete an über einem Dutzend Filmen mit, darunter auch eine Regiearbeit. Für seine Leistungen und seine Ausbildertätigkeit für argentinische Kameraleute wurde Alton von der argentinischen Filmindustrie ausgezeichnet. Er kehrte mit der Journalistin Rozalia Kiss, die er dort geheiratet hat und mit der er bis zu ihrem Tode 1987 zusammenblieb, nach Hollywood zurück.
Er ging zur B-Film-Produktionsfirma Republic Pictures, bei der er sich als talentierter Kameramann etablierte, der schnell und auch unter verschiedenen Umständen effektvolle Arbeiten abliefern kann. Seine kontrastreichen Schwarzweißaufnahmen und die zuweilen außergewöhnlichen Einstellungswinkel waren Altons besondere Note. Mit dieser Technik war er für den Film noir wie geschaffen, weil er die beklemmende und düstere Stimmung dieser Filme meisterhaft zur Geltung brachte. Ebenso herausragend war seine Fähigkeit, Außenaufnahmen wie Studioaufnahmen wirken zu lassen.
Während des Zweiten Weltkrieges leistete Alton seinen Armeedienst ab und schaffte es bis zum Captain. Zurück in Hollywood arbeitete er RKO und Monogram, wiederum Produktionsgesellschaften für B-Filme. In dieser Zeit arbeitete Alton viel mit dem Regisseur Anthony Mann zusammen. Als dieser 1949 zu MGM wechselte, um dort Tödliche Grenze zu drehen, folgte Alton ihm. Vincente Minnelli wurde auf ihn aufmerksam und machte ihn zu seinem bevorzugten Kameramann. Minnelli war es dann auch, der Alton 1951 seinen ersten Farbfilm drehen ließ. Für den Musicalfilm Ein Amerikaner in Paris erhielt er zusammen mit seinem Kollegen Alfred Gilks den Oscar. Besonderes Highlight dieses Films waren die Aufnahmen der Ballett-Szenen.
Über seine künstlerische Auffassung der Kameratechnik schrieb er 1954 das Buch Painting with Light.
Der nun bekannte Alton arbeitete nun auch oft mit Richard Brooks zusammen, mit dem er 1960 seine letzte Kino-Produktion, Elmer Gantry, machte. Schwierigkeiten mit einigen Studio-Verantwortlichen, die sowohl persönlicher als auch politischer Natur waren, führten dazu, dass Alton und der Regisseur Charles Crightton vom Film Der Gefangene von Alcatraz Birdman of Alcatraz (1962) zurückgezogen wurden. Crightton wurde durch John Frankenheimer ersetzt, für Alton sprang Burnett Guffey ein. Alton entschied sich, die Filmindustrie zu verlassen und sich mit seiner Frau Rozalia auf Reisen zu begeben. 1966 gab es ein kleines Comeback, als er für die Pilotfolge der Fernsehserie Kobra, übernehmen Sie (Mission: Impossible) noch einmal hinter der Kamera stand. 1993 kam er aus der Versenkung wieder hervor, als er im Rahmen einer Dokumentation über die Arbeit der Kameraleute dem Produzenten Todd McCarthy ein Interview gab.

## Filmografie (Auswahl)
- 1930: The Song of the Flame (als Kameratechniker)
- 1941: The Devil Pays Off
- 1941/45: I Was a Criminal
- 1942: Johnny Doughboy
- 1944: Enemy of Women
- 1944: The Lady and the Monster
- 1947: Geheimagent T (T-Men)
- 1947: Hyänen der Prärie (Wyoming)
- 1948: Flucht ohne Ausweg (Raw Deal)
- 1948: Rebellion im grauen Haus (Canon City)
- 1948: Der Mann mit der Narbe (Hollow Triumph)
- 1948: Schritte in der Nacht (He Walked by Night)
- 1949: Guillotine (The Reign of Terror)
- 1949: Tödliche Grenze (Border Incident)
- 1949: Herr der Unterwelt (The Crooked Way)
- 1950: Käpt’n China (Captain China)
- 1950: Der Vater der Braut (Father of the Bride)
- 1950: Die Tote in den Dünen (Mystery Street)
- 1950: Fluch des Blutes (Devil's Doorway)
- 1951: Mein Mann will heiraten (Grounds for Marriage)
- 1951: Ein Geschenk des Himmels (Father’s Little Dividend)
- 1951: Ein Amerikaner in Paris (An American in Paris)
- 1951: Der Mordprozeß O’Hara (The People Against O’Hara)
- 1953: Arzt im Zwielicht (Battle Circus)
- 1953: Die Nacht vor dem Galgen (Count the Hours)
- 1953: Der Richter bin ich (I, the Jury)
- 1953: Sprung auf, marsch, marsch! (Take the High Ground!)
- 1954: Königin der Berge (Cattle Queen of Montana)
- 1954: Stadt der Verdammten (Silver Lode)
- 1954: Wo der Wind stirbt (Passion)
- 1954: Zeugin des Mordes (Witness to Murder)
- 1955: Geheimring 99 (The Big Combo)
- 1955: Flucht nach Burma (Escape to Burma)
- 1955: Todesfaust (Tennessee’s Partner)
- 1956: Straße des Verbrechens (Slightly Scarlet)
- 1956: Mädchen ohne Mitgift (The Catered Affair)
- 1956: Anders als die andern (Tea and Sympathy)
- 1956: Das kleine Teehaus (The Teahouse of the August Moon)
- 1957: Warum hab’ ich ja gesagt? (Designing Woman)
- 1958: Das Leben ist Lüge (Lonelyhearts)
- 1958: Die Brüder Karamasov (The Brothers Karamazov)
- 1960: Elmer Gantry (Elmer Gantry)